# Theotima galapagosensis
Espèce
Theotima galapagosensis est une espèce d'araignées aranéomorphes de la famille des Ochyroceratidae.

## Distribution
Cette espèce est endémique des îles Galápagos. Elle se rencontre à Isabela, à Floreana, à Santa Cruz, à Santa Fe et à San Cristóbal.

## Étymologie
Son nom d'espèce, composé de galapagos et du suffixe latin -ensis, « qui vit dans, qui habite », lui a été donné en référence au lieu de sa découverte, les îles Galápagos.

## Publication originale
- Baert & Maelfait, 1986 : Spiders from the Galápagos Islands. III. Miscellaneous families. Bulletin of the British Arachnological Society, vol. 7, no 2, p. 52-56.